# Lipiny (osada leśna w powiecie włocławskim)
Lipiny – osada leśna w Polsce, położona w województwie kujawsko-pomorskim, w powiecie włocławskim, w gminie Brześć Kujawski.
W latach 1975–1998 miejscowość należała administracyjnie do województwa włocławskiego.
Niegdyś część dóbr Brzezie, należących do Kronenbergów. Znajduje się tu leśniczówka Lipiny. Nieopodal leśniczówki, na rozstaju dróg postawiono dwie kapliczki oraz kamień upamiętniający 60-lecie włocławskiego Koła Łowieckiego „Darzbór”.
Zobacz też: Lipiny (dawny folwark)